# Облачённая частица
Облачённая частица (иногда также одетая частица) в квантовой теории поля — элементарная частица вместе с окружающим её облаком виртуальных частиц.
Понятие облачённой частицы было введено на рубеже 1950—1960-х гг. Ю. В. Новожиловым (докторская диссертация «Облачённые частицы в квантовой теории поля», 1959) для того, чтобы разделить взаимодействие, позволяющее частице удерживать вокруг себя виртуальные частицы, и собственно взаимодействие между разными элементарными частицами. В работах Новожилова эта проблематика обсуждалась на примере взаимодействия между нуклонами и пионами.